# 上海大学駅
座標: 北緯31度19分19秒 東経121度22分55秒 / 北緯31.32194度 東経121.38194度
上海大学駅（シャンハイだいがく-えき）は、上海市宝山区に位置する上海地下鉄7号線の駅である。

## 駅構造
- 島式ホーム1面2線を有する地下駅。ホームドア設置駅。

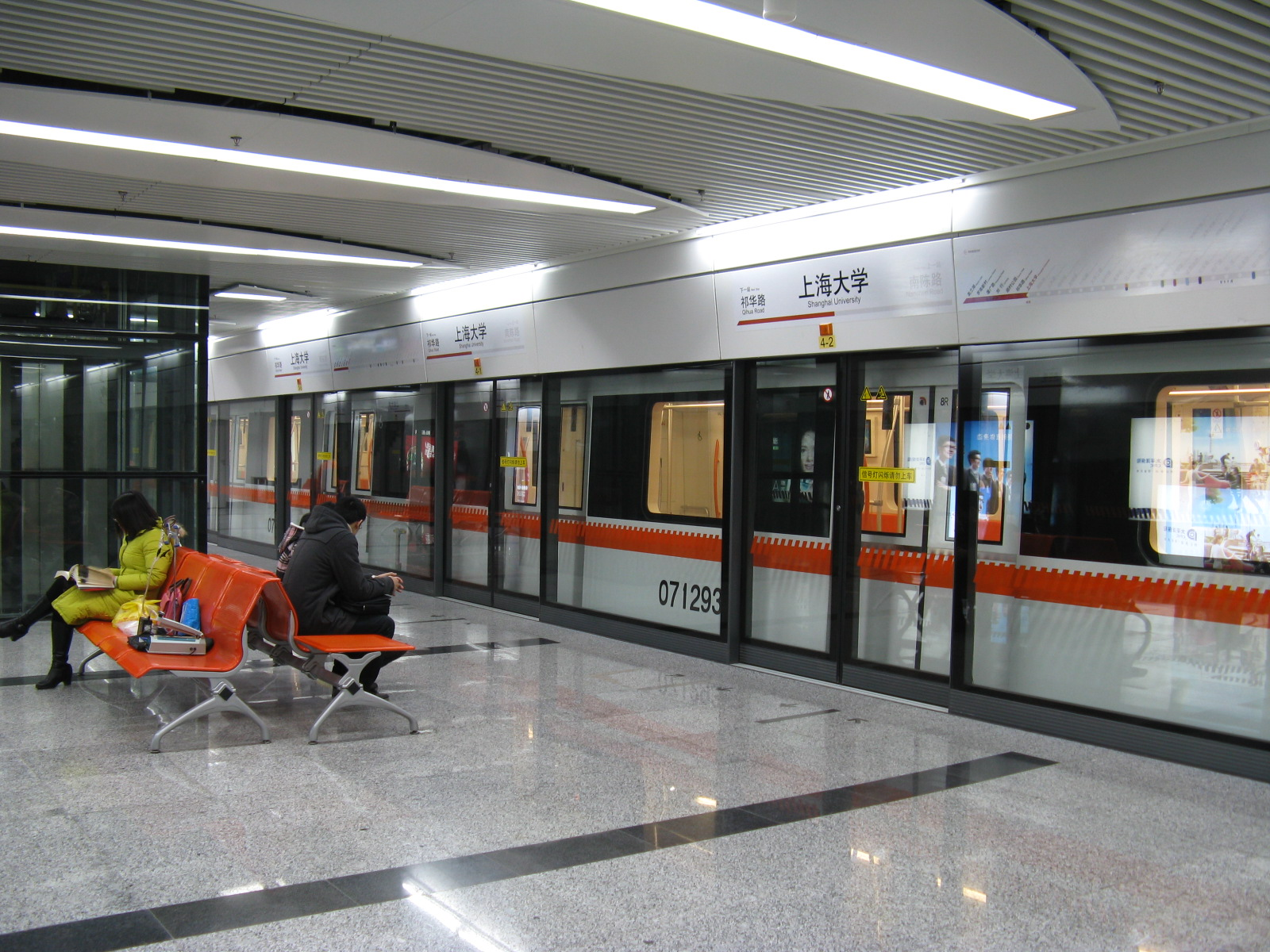
プラットホーム

## 駅周辺
- 上海大学宝山キャンパス

## 歴史
- 2009年12月5日 - 開業。

## 隣の駅
上海地下鉄
■7号線
祁華路駅 - 上海大学駅 - 南陳路駅　